# Cailhavel
Cailhavel – miejscowość i gmina we Francji, w regionie Oksytania, w departamencie Aude.
Według danych na rok 1990 gminę zamieszkiwało 129 osób, a gęstość zaludnienia wynosiła 24 osoby/km² (wśród 1545 gmin Langwedocji-Roussillon Cailhavel plasuje się na 774. miejscu pod względem liczby ludności, natomiast pod względem powierzchni na miejscu 993.).